# Michał Lityński
Michał Lityński (ur. 14 czerwca 1906 w Łodzi, zm. 5 marca 1989 w Warszawie) – polski lekarz internista, Sprawiedliwy wśród Narodów Świata. W 1953, na dwa lata przed Jeromem Connem, przedstawił pierwszy opis hiperaldosteronizmu pierwotnego.

## Życiorys
Studiował medycynę na Uniwersytecie Warszawskim w latach 1925–1931 jako podchorąży Centrum Wyszkolenia Sanitarnego. Staż odbył w Warszawie, od listopada 1932 do marca 1936 był lekarzem wojskowym w Toruniu. Od 1936 ordynator Oddziału Chorób Wewnętrznych Szpitala Centrum Wyszkolenia Sanitarnego w Warszawie z siedzibą w Szpitalu Ujazdowskim.
Po wybuchu II wojny światowej Michał Lityński został komendantem Szpitala Wojennego w Garwolinie, a następnie ordynatorem VI Oddziału Chorób Wewnętrznych w Szpitalu Ujazdowskim. Włączył się w ruch oporu jako żołnierz Armii Krajowej, w której strukturach udzielał się jako czynny lekarz podczas powstania warszawskiego. Wówczas zorganizował punkt sanitarny w Śródmieściu, w późniejszym czasie leczył partyzantów w Puszczy Mariańskiej. Ukrywał rannych żołnierzy podziemia i zbiegłych z warszawskiego getta Żydów na swoim oddziale. Wśród osób przez niego ukrywanych był naczelny pastor Wojska Polskiego płk. Feliks Gloeh, od którego Lityński otrzymał ostemplowane przez parafię ewangelicko-augsburską w Łomży świadectwa chrztu i urodzenia później wręczone Żydom ukrywającym się w Szpitalu Ujazdowskim. Wspólnie z dr. Tadeuszem Radwańskim udzielał pomocy Żydom uciekającym z getta. Również pomagał ciężko chorym przebywających w kryjówkach i w razie potrzeby organizował dla nich schronienie w podziemiach oddziału chorób wewnętrznych Szpitala Ujazdowskiego. Za swoją postawę w 1986 roku odznaczony został medalem Sprawiedliwy wśród Narodów Świata.
Po wojnie praktykował w Gdańsku, od 1946 roku pracował w Warszawie, w Szpitalu Wolskim i jako ordynator Instytutu Gruźlicy.

## Dorobek naukowy
W jego dorobku naukowym znajduje się kilkanaście prac naukowych dotyczących między innymi amyloidozy, cukrzycy, metabolizmu białek i historii medycyny. W 1953 roku Lityński opisał dwa przypadki nadciśnienia tętniczego wywołanego guzami kory nadnerczy. W swojej pracy napisał:

Trzeba przypuścić, że w obu przypadkach przyczyną nadciśnienia były guzy korowo-nadnerczowe, w jednym obustronne, w drugim prawostronny. W utkaniu guzów stwierdzono rozplem komórek, podobnych do komórek warstwy kłębkowej, tj. wytwarzającej mineralokortykoidy. Pozwala to sądzić, że mieliśmy do czynienia z nadmiernym wytwarzaniem się tych hormonów

Opublikował też wspomnienia z czasów wojny.